# Xã Jefferson, Quận Coshocton, Ohio
Xã Jefferson (tiếng Anh: Jefferson Township) là một xã thuộc quận Coshocton, tiểu bang Ohio, Hoa Kỳ. Năm 2010, dân số của xã này là 1.500 người.